# Megalocolus ducator
Megalocolus ducator är en stekelart som först beskrevs av Walker 1862.  Megalocolus ducator ingår i släktet Megalocolus och familjen bredlårsteklar. Inga underarter finns listade i Catalogue of Life.